# Aristarkos Filokrates
Aristarkos Filokrates är en figur i Tintinalbumet Enhörningens hemlighet. Aristarkos Filokrates går klädd i bonjour och presenterar sig som pensionerad ämbetsman.
En fingerfärdig plånbokstjuv har härjat i staden där Tintin bor. Tintin har bestulits på sin plånbok, möjligen under en resa med spårvagnen. Plånboken innehåller en av de tre pergamentbitar som behövs för att avslöja positionsangivelserna för skeppet Enhörningens förlisning. Dupondtarna är ytterst nära att gripa tjuven, sedan detektiverna tjudrat en plånbok med gummiband. Via en kemtvätt lyckas de ändå spåra Aristarkos Filokrates som blir fullkomligt förbluffad när han delges misstanke om stöld. Bokhyllorna i hans vardagsrum är visserligen fyllda till brädden av andra människors plånböcker, men Filokrates bedyrar att han endast är samlare. Han limmar etiketter på de plånböcker han tagit tillvara och ordnar dem alfabetiskt efter ägarens efternamn. Hemma hos Aristarkos finner Tintin två pergamentbitar i Maxim Vogels plånbok.